# Tatarmuslu, Kavak
Tatarmuslu là một xã thuộc huyện Kavak, tỉnh Samsun, Thổ Nhĩ Kỳ. Dân số thời điểm năm 2010 là 181 người.